# D5 (Val-de-Marne)
De D5 is een departementale weg in het Franse departement Val-de-Marne ten oosten van Parijs. De weg loopt van de Porte de Choisy in de Boulevard Périphérique in Parijs via Choisy-le-Roi naar Orly en is 17 kilometer lang.

## Geschiedenis
In 1933 werd de N305 gecreëerd als onderdeel van de tweede ring van radiale wegen vanaf Parijs. Deze weg werd in 1968 verlegd tot Orly. In 2006 werd de weg overgedragen aan het departement Val-de-Marne, omdat de weg geen belang meer had voor het doorgaande verkeer. De weg is toen omgenummerd tot D5.